# Lordotus apiculus
Lordotus apiculus är en tvåvingeart som först beskrevs av Daniel William Coquillett 1887.  Lordotus apiculus ingår i släktet Lordotus och familjen svävflugor. Inga underarter finns listade i Catalogue of Life.